# Crisi migratoria tra Bielorussia e Unione europea del 2021
La crisi migratoria tra Bielorussia e Unione europea del 2021 è una crisi internazionale, attualmente in corso, scoppiata nell'estate del 2021, a causa di un forte aumento dell'afflusso di migranti da paesi come Siria, Iraq, Afghanistan, Libia, Mali, Bielorussia ed Iran su spinta dello stesso governo bielorusso al fine di raggiungere conquiste politiche facendo pressione sui confini dell'Unione europea (in particolare Lituania, Lettonia, Polonia).
La crisi è iniziata all'inizio dell'estate del 2021, quando il presidente bielorusso Aljaksandr Lukašėnka ha minacciato di introdurre in Unione europea trafficanti di esseri umani, trafficanti di droga e migranti armati.
Secondo la ricerca di Human Rights Watch, le guardie di frontiera bielorusse hanno usato i migranti che sono stati respinti dalla Polonia trattenendoli ed abusando di loro in siti speciali e impedendo loro di tornare a Minsk o alle loro case.
Lo scopo principale della crisi guidata da Lukašėnka, secondo Maksim Samorukov del Carnegie Moscow Center, è il tentativo di legittimare la sua rielezione truccata nel 2020 e di revocare le sanzioni dimostrando attraverso il ricatto e la sua capacità di fermare l'afflusso di migranti.

## Storia
Dopo le minacce di Lukašėnka all'Unione europea riguardo ai migranti, le autorità bielorusse e le imprese turistiche controllate dallo Stato, insieme ad alcune compagnie aeree operanti in Medio Oriente, hanno iniziato a promuovere i tour in Bielorussia aumentando il numero di collegamenti dal Medio Oriente e concedendo visti a chi li acquistava, apparentemente a scopo di caccia. I gruppi di social media offrivano inoltre consigli fraudolenti sulle regole per attraversare il confine ai potenziali migranti, la maggior parte dei quali stava cercando di andare in Germania o Polonia.
Coloro che arrivavano in Bielorussia ricevevano quindi istruzioni su come e dove oltrepassare il confine dell'Unione europea (UE) e cosa dire alle guardie di frontiera dall'altra parte, e spesso venivano guidati dalle guardie fino al confine. Tuttavia, chi non riusciva ad attraversarlo veniva spesso costretto a restare al confine. Le autorità bielorusse non hanno accettato gli aiuti umanitari inviati dalla Polonia e, in alcuni casi, hanno picchiato i migranti che non erano riusciti a passare.
Polonia, Lituania e Lettonia hanno descritto la crisi come una guerra ibrida del traffico di esseri umani di migranti, condotta dalla Bielorussia contro l'UE, e hanno invitato Bruxelles a intervenire.
Le popolazioni degli Stati membri dell'UE colpiti sono in generale favorevoli alle misure straordinarie, ma le organizzazioni per i diritti umani hanno espresso preoccupazione per l'uso della politica vietata di respingimento dei richiedenti asilo da parte delle guardie di frontiera lituane e polacche, la negazione della possibilità di presentare un asilo, così come cibo, acqua e riparo per i migranti. Le autorità bielorusse hanno minacciato la Polonia di rivolgersi alla Corte europea dei diritti dell'uomo (CEDU).

### Cronistoria

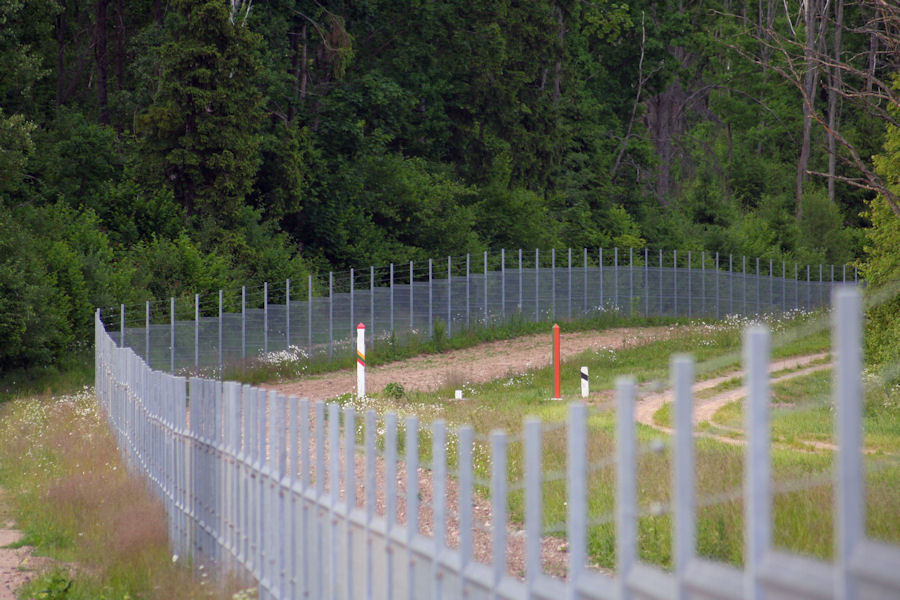
Confine Bielorussia - Lituania

La prima crisi migratoria è iniziata nella frontiera bielorussa-lituana, quando all'improvviso centinaia di migranti hanno illegalmente oltrepassato la frontiera. Il 12 luglio 2021 il presidente polacco Andrzej Duda ha dichiarato che la Polonia avrebbe fornito assistenza alla Lituania. Nell'estate 2021 le autorità polacche hanno accusato la Bielorussia di aver dichiarato una guerra ibrida alla Polonia, poiché il numero di migranti che attraversarono il confine tra Bielorussia e Polonia è aumentato notevolmente rispetto alle statistiche del 2020, un'accusa che verrà ribadita mesi dopo dal Presidente della Commissione Europea, Ursula von der Leyen.
Il 6 agosto 2021, la Polonia ha segnalato 133 attraversamenti illegali dalla Bielorussia in due giorni, che è più del numero totale dell'anno precedente, con il totale di attraversamenti illegali fino a tale data pari a 552. Il 9 agosto, la Polonia hanno segnalato ulteriori 349 migranti in arrivo durante il fine settimana. Il numero di tentativi intercettati è aumentato notevolmente in autunno. Nel settembre 2021, le autorità polacche hanno stimato a 10 000 il numero di migranti in attesa di sgattaiolare dalla Bielorussia verso l'Unione europea. In totale, all'11 novembre 2021 sono stati intercettati più di 32 000 tentativi di immigrati di attraversare il confine polacco, di cui 3 500 ad agosto, quasi 7 700 a settembre e quasi 17 300 a ottobre.
Nel novembre 2021 il governo polacco ha stimato che la maggior parte dei migranti erano di nazionalità siriana, afgana, irachena e bielorussa. L'8 novembre 2021 l'ex primo ministro polacco Donald Tusk ha proposto alla Polonia di invocare l'articolo 4 del Trattato Nord Atlantico, atto che convocherebbe una riunione dei membri della NATO per discutere della crisi.
Il presidente della Bielorussia, Aljaksandr Lukašėnka, ha sollevato la possibilità di interrompere il gasdotto Jamal-Europa che trasporta il gas russo nell'Unione europea nel caso in cui gli europei impongano ulteriori sanzioni alla Bielorussia, tuttavia, il presidente russo Vladimir Putin, il cui consenso era necessario prima di chiudere il gasdotto, ha affermato che Lukašėnka non lo aveva consultato prima di sollevare la possibilità di interrompere le consegne di gas provenienti dalla Russia verso l'UE, aggiungendo che una tale mossa rischierebbe di pregiudicare le relazioni tra i due paesi.